# Arroyo Ceibal
Der Arroyo Ceibal ist ein Fluss in Uruguay.
Der nur wenige Kilometer lange Fluss entspringt in der Stadt Salto, auf deren Gebiet er auch als linksseitiger Nebenfluss in den Río Uruguay mündet.